# استاد البيت
استاد البيت هو ملعب كرة قدم في مدينة الخور في قطر، يتميز بسقفه القابل للسحب وتصميمه المستلهم من الخيمة البدوية العربية التقليدية، من المُقرر استخدامه في مُباريات كأس العالم لكرة القدم 2022 والتي ستبدأ في 20 نوفمبر 2022. مُنح عقد بناء الملعب إلى شركتي وي بيلد و« Cimolai» في عام 2015. حصل الملعب في يناير 2020 على شهادات استدامة التصميم الأخضر وإدارة البناء وكفاءة الطاقة. يقع الملعب على بعد نحو 35 كيلومتراً من الدوحة.

## التاريخ
اُفتتح الملعب في 30 نوفمبر 2021، بمُناسبة حفل افتتاح كأس العرب 2021. حضر الافتتاح أمير قطر الشيخ تميم بن حمد آل ثاني، إضافةً إلى رئيس الاتحاد الدولي لكرة القدم التاسع جياني إنفانتينو والعديد من رؤساء الدول والهيئات. استضاف الملعب المبني حديثًا خمس مُباريات خلال كأس العرب 2021، ومنها نهائي البطولة في 18 ديسمبر 2021.

## البناء لبطولة كأس العالم 2022
استاد البيت في قطر هو أحد الملاعب السبعة التي حُولت لاستضافة كأس العالم لكرة القدم في قطر 2022، وهو ثاني أكبر ملعب بعد استاد لوسيل. الملعب من تصميم دار الهندسة. بعد نهائيات كأس العالم، من المتوقع أن يتم إعادة تشكيله ليصبح ملعبًا يتسع لـ 32000 مقعد. ستتم إزالة المقاعد الزائدة من الطبقة العليا والتبرع بها إلى دول أخرى أو وضعها في البنى التحتية المخطط لها لدورة الألعاب الآسيوية 2030. سيتم بعد ذلك تحويل المكان الذي تم إخلاؤه إلى فندق خمس نجوم ومركز تسوق ومنشآت رياضية أخرى. يحتوي الهيكل الشبيه بالخيمة على أربعة حوامل، كل من جدرانها الخارجية وأسقفها المرتفعة مغطاة بغشاء من الألياف الزجاجية المنسوجة من فلورو الإيثيلين. الجزء الخارجي من غشاء PTFE ملون باللون الأسود والأبيض والأحمر التقليدي للإشارة إلى خيام البدو البدوية. سقف الاستاد قابل للسحب يربط بين المدرجات الأربعة لإحاطة الاستاد.

## المخطط
ستُقام المُباراة الافتتاحية لكأس العالم 2022 على استاد البيت، حيثُ أكد الاتحاد الدولي لكرة القدم واللجنة المُنظمة أن المُباراة الأولى مُقررة في 20 نوفمبر وذلك بحضور 60 ألف شخص. التصميم المعماري للاستاد مُستوحى من الخيام التقليدية للشعوب البدوية في قطر. يتميز الاستاد بسقف قابل للسحب، وتوفير مقاعد مُغطاة لجميع المتفرجين. إضافةً إلى توفر مواقف للسيارات يصل استيعابها إلى 6,000 سيارة و350 حافلة، و150 حافلة مطار، فضلًا عن 1,000 سيارة أجرة وسيارة أجرة مائية. يتسع الملعب إلى حوالي 60,000 من مشجعي كأس العالم، وقد خُصص 1,000 مقعد للصحافة. وسيضم الملعب أيضاً أجنحة فندقية فاخرة وغرفاً تطل على شرفات الاستاد.

## نتائج الدورات الأخيرة

### كأس العرب 2021
| التاريخ        | الفريق الأول | النتيجة      | الفريق الثاني            | الدور                   | الحضور |
| -------------- | ------------ | ------------ | ------------------------ | ----------------------- | ------ |
| 30 نوفمبر 2021 | قطر          | 1–0          | البحرين                  | كأس العرب 2021 مجموعة 1 | 47,813 |
| 3 ديسمبر 2021  | سوريا        | 2–0          | تونس                     | كأس العرب 2021 مجموعة 2 | 15,913 |
| 6 ديسمبر 2021  | قطر          | 3–0          | العراق                   | كأس العرب 2021 مجموعة 1 | 23,008 |
| 10 ديسمبر 2021 | قطر          | 5–0          | الإمارات العربية المتحدة | كأس العرب 2021          | 63,439 |
| 18 ديسمبر 2021 | تونس         | 0–2 (ب.و.إ.) | الجزائر                  | نهائي كأس العرب 2021    | 60,456 |

### كأس العالم 2022
| التاريخ        | الوقت | الفريق 1# | النتيجة | الفريق 2#        | الدور            | الحضور |
| -------------- | ----- | --------- | ------- | ---------------- | ---------------- | ------ |
| 20 نوفمبر 2022 | 19:00 | قطر       | 0–2     | الإكوادور        | المجموعة الأولى  | 67,372 |
| 23 نوفمبر 2022 | 13:00 | المغرب    | 0–0     | كرواتيا          | المجموعة السادسة | 59,407 |
| 25 نوفمبر 2022 | 22:00 | إنجلترا   | 0–0     | الولايات المتحدة | المجموعة الثانية | 68,463 |
| 27 نوفمبر 2022 | 22:00 | إسبانيا   | 1–1     | ألمانيا          | المجموعة الخامسة | 68,895 |
| 29 نوفمبر 2022 | 18:00 | هولندا    | 2–0     | قطر              | المجموعة الأولى  | 66,784 |
| 1 ديسمبر 2022  | 22:00 | كوستاريكا | 2–4     | ألمانيا          | المجموعة الخامسة | 67,054 |
| 4 ديسمبر 2022  | 22:00 | إنجلترا   | 3–0     | السنغال          | دور ال 16        | 65,985 |
| 10 ديسمبر 2022 | 22:00 | إنجلترا   | 1–2     | فرنسا            | ربع النهائي      | 68,895 |
| 14 ديسمبر 2022 | 22:00 | فرنسا     | 2–0     | المغرب           | نصف النهائي      | 68,294 |